# 姜裕文
姜 裕文（かん ひろふみ、1971年7月12日 - ）は日本の経営コンサルタント、起業家、公共神学研究者。
日本名：水山裕文（みずやまひろふみ）

## 略歴
兵庫県神戸市生まれ。灘中学校・高等学校に入学し、同校では生徒会長を務める。
1991年東京大学入学、教養学部学友会学生理事会議長を務める。1995年同大経済学部卒業。
1995年ボストン・コンサルティング・グループに入社。多数のプロジェクトに参加をして、高い評価を受けた。この頃、日本名（水山）だけではなく韓国名（姜）も併用して使い始める。
2000年4月には、ボストン・コンサルの先輩堀紘一が社長を務めるドリームインキュベータの創業に参加、設立時の出資を行うと同時に執行役員に就任。複数の新規事業立ち上げや大企業支援を主導した。ドリームインキュベータが新規に設立した子会社である、株式会社デライトの代表取締役にも就任をしている。
2002年ドリームインキュベータ上場。
2002年9月リプラスを創業、同社代表取締役社長となる。
2003年1月の実質操業開始後、賃貸住宅の滞納家賃保証事業を他社から買収し拡大、不動産ファンドも年金基金や日本政策投資銀行との取引などを通じて急速に拡大をした。2004年12月リプラスが東京証券取引所マザーズに上場。
2006年6月には、子会社が運営を行うリプラス・レジデンシャル投資法人をREITとして東京証券取引所に上場させた。また、日系としてはほぼ唯一となる中国本土への大規模不動産投資を行っている。北京にある大規模総合施設のChina Central Place のプレミアム・グレードに位置づけられるオフィス部分、ホテル部分を運営する不動産ファンドを通じて2006年に取得した。この不動産の一部は、後に香港証券取引所にSpring REITとして上場を果たしている。また、大韓民国ソウルにおけるマリオットホテルのファンドへの組み込みや、東京の大久保における旧ホテル海洋の大規模なコンバーションのプロジェクトなども行った。
東京大学基金への寄附により、「姜裕文奨学基金」創設。海外から日本への留学生の支援を目的とする。東京大学稷門賞受賞。
鳥取にある劇団「鳥の劇場」の立ち上げ期の物心両面での支援を行った。
2008年9月リーマンショックの中で、負債総額約326億円でリプラス破産。
その後、村上世彰氏と、ともに投資ファンド「シティインデックス」を設立し、主として民事再生企業のターンラウンド投資を行った。さらには、飲食事業やエネルギー関連事業の起業・売却なども行った。
キャンプ用品の企画・製造・販売およびキャンプを核にした宿泊施設運営を行うブランド「キャンプオンパレード」の運営も行った。
ハイタレント株式会社では、パートナー職としてコンサルティング業務を行っている。専門領域としては、M＆A、新規事業創出、研究開発戦略の策定、上場へ向けた経営構想策定、経営戦略支援である。各種講演活動も行っている。

また、2011年に洗礼を受け、キリスト教徒としての歩みを行っている。
2022年4月　東京基督教大学神学部神学研究科３年次編入学。
2023年4月　東京基督教大学大学院神学研究科に飛び級で進学。宣教学を専門として研究を行い、日本における公共神学の提唱を行っている。2023年には、著書「閉塞日本を変えるキリスト教ー公共神学の提唱」（いのちのことば社）を刊行。信仰と社会の関係性に関しての視点を提示している。
2025年3月には、東京基督教大学神学研究科を卒業、神学修士。卒業と同時に、大阪の西成にあるハレルヤユニオン教会にて伝道師となり、牧会活動も始めた。
主な著作
- 『閉塞日本を変えるキリスト教―公共神学の提唱』（いのちのことば社、2023年）ISBN：978-4-264-04456-7

関連項目
- 公共神学
- ドリームインキュベータ
- キャンプオンパレード